# I Want to Destroy America
Pour plus de détails, voir Fiche technique et Distribution.
I Want to Destroy America est un film documentaire américain réalisé par Peter I. Chang, qui retrace la vie du musicien japonais Hisao Shinagawa depuis ses premières années en tant que chanteur folk à Tokyo jusqu'à son occupation actuelle comme artiste de rue à Los Angeles.
Le film a été tourné de 2004 à 2006. Le film montre l'influence de la musique populaire occidentale sur la culture des adolescents du Japon des années 1960, tout comme un regard intérieur de la lutte de Shinagawa pour survivre comme compositeur après la perte de son contrat d'enregistrement dans les années 1980.
Le titre du film vient d'un commentaire désinvolte de Shinagawa qu'il fait à propos de son désir de détruire le système américain.

## Fiche technique
- Titre : I Want to Destroy America
- Réalisation : Peter I. Chang
- Photographie : Peter I. Chang et Mitch Cullin
- Montage : Peter I. Chang
- Production : Mitch Cullin
- Société de production : Workshop Lo-Vi
- Pays :  États-Unis
- Genre : Documentaire
- Durée : 66 minutes
- Dates de sortie : 
  -  États-Unis : 23 août 2006